# Lode Craeybeckx
François Ferdinand Louis Craeybeckx, detto Lode (Anversa, 24 novembre 1897 – Anversa, 25 luglio 1976), è stato un politico belga.

## Biografia
François Ferdinand Louis Craeybeckx, meglio conosciuto come Lode, nacque ad Anversa nel 1897. Suo padre era un poliziotto del Limburgo, mentre sua madre era originaria di Liegi. Ha studiato all'Ateneo di Anversa prima di frequentare la nuova Università di Gand nel 1917. Per aver collaborato con gli occupanti tedeschi durante la prima guerra mondiale, è stato incarcerato per cinque anni, ma è stato rilasciato dopo due anni.
Lode Craeybeckx ha sposato Irma Lauwers nel 1921 e ha avuto due figli, Hilda ed Herman. Dal 1925 al 1931, ha lavorato come giornalista per il quotidiano De Volksgazet.
Nel 1932, Craeybeckx ha iniziato a lavorare come avvocato ed è entrato nel mondo della politica. Divenne consigliere a Deurne per il Partito Socialista Belga. Lo stesso anno è entrato a far parte della Camera dei rappresentanti, dove è rimasto fino al 1968. Nel 1947 è stato il successore di Willem Eekelers come sindaco di Anversa, ed èè rimasto in questa posizione per quasi trent'anni, un record per la città.
Quando Lode Craeybeckx è morto nel 1976, il primo assessore Leo Delwaide, cristiano-democratico e già sindaco di Anversa collaborazionista sotto l'occupazione nazista, rilevò ad interim la posizione di sindaco, fino a quando un nuovo sindaco si insediò. Frans Detiège Assessore agli affari sociali, socialista e compagno di lunga data di Craeybeckx, ha ricoperto la posizione fino alla fine del mandato. Alle elezioni comunali del 1976, la coalizione di socialisti e cristiano-democratici fu rieletta e Mathilde Schroyens divenne nuovo sindaco di Anversa nel 1977.

### Sindaco di Anversa
Durante il suo mandato, Craeybeckx è stato co-responsabile di numerosi progetti di definizione della città, tra cui l'espansione del porto di Anversa in un porto con terminal container, lo sviluppo della città, la fondazione del Rijksuniversitair Centrum Antwerp, che è stato integrato nella nuova Università di Anversa nel 2003 e l'istituzione del museo all'aperto per Scultura di Middelburg. Ha tenuto in scarsa considerazione le strutture storiche della città e ha sacrificato per questi progetti, una buona parte delle case parzialmente esistenti appartenenti al Medioevo.

### L'incidente "Craeybeckx"
Nell'aprile del 1964, si dice che Craeybeckx avesse avuto mentre era ubriaco un schiamazzo con un gruppo di ebrei in un bar della Grote Markt. Le sue parole riportate furone le seguenti "è un peccato che i forni crematori tedeschi non abbiano fatto sparire più la vostra gente". Ci furono diffuse polemiche, ma Craeybeckx fu comunque inserito in testa alla lista dei socialisti alle successive elezioni municipali, mentre altri membri del partito sostenevano che "qualcuno con così tanti servizi offerti al movimento" non poteva essere messo da parte. Secondo i suoi biografi, ha beneficiato del supporto durante questa severa polemica da parte della stampa cattolica di Anversa e del settimanale satirico conservatore 't Pallieterke, il quale manteneva una posizione anti-resistenza e si era anche opposto all'esecuzione dei collaboratori dopo la seconda guerra mondiale.